# Traditionis custodes
Traditionis custodes (pol. Opiekunowie tradycji) – motu proprio wydane przez papieża Franciszka 16 lipca 2021 roku.
Dokument wprowadza regulacje dotyczące sprawowania nadzwyczajnej formy rytu rzymskiego uchylając wszystkie wcześniejsze normy, instrukcje, zezwolenia i zwyczaje, które nie są zgodne z jej postanowieniami. 
29 czerwca 2022 roku papież Franciszek opublikował list apostolski Desiderio desideravi rozwijający tematy poruszone w motu proprio.